# Contrat de plan régional de développement des formations professionnelles
En France, le contrat de plan régional de développement des formations professionnelles ou CPRDFP, fixe les grandes orientations stratégiques d'une région en matière de formation professionnelle. Il est permis par la loi n°2009-1437 du 24 novembre 2009 relative à l'orientation et à la formation professionnelle tout au long de la vie.
Le CPRDFP doit faire l'objet d'une concertation. Il est signé par le président du conseil régional au nom de la région après consultation des départements et adoption par le conseil régional, par le représentant de l'État dans la région au nom de l'État et par l'autorité académique.